# Ernest Sembol
Ernest Sembol (ur. 27 lipca 1920 w Karwinie, zm. 26 lipca 1973) – polski nauczyciel i działacz społeczny na Śląsku Cieszyńskim, poseł do Zgromadzenia Narodowego Czechosłowacji (1954–1960), przewodniczący Polskiego Związku Kulturalno-Oświatowego (1968–1970).

## Życiorys
W młodości pracował jako robotnik w kopalni, jednak ostatecznie uzyskał wykształcenie pedagogiczne w Seminarium przy Państwowym Liceum Pedagogicznym w Cieszynie. Pracował jako nauczyciel w Łazach, następnie był dyrektorem szkoły w Karwinie. W 1947 przystąpił do Polskiego Związku Kulturalno-Oświatowego w Czechosłowacji. Jako przedstawiciel polskiej mniejszości narodowej uzyskał mandat posła do Zgromadzenia Narodowego w wyborach 1954, który sprawował przez jedną kadencję do 1960. W 1968 został wybrany przewodniczącym Zarządu Głównego PZKO – funkcję pełnił do 1970, gdy został pozbawiony stanowiska ze względu na krytyczny stosunek do interwencji państw Układu Warszawskiego dławiącej praską wiosnę. Po usunięciu z funkcji prezesa miał problemy ze znalezieniem zatrudnienia, jednak w 1971 powrócił do wykonywania zawodu nauczyciela we Frysztacie.
Zmarł nagle 26 lipca 1973. Żonaty z Herminą Sembolową. W 1990 Polski Związek Kulturalno-Oświatowy dokonał rehabilitacji prezesa, wskazując na naciski władz komunistycznych, jakie towarzyszyły usunięciu go z funkcji.